# Zana (skupina)
Zana (srbsko Зана) je pop-rock skupina iz Beograda, uspešna v osemdesetih letih dvajsetega stoletja v nekdanji Jugoslaviji. Danes skupino sestavljata pevka Jelena Živanović in klaviaturist Zoran Živanović.

## Zgodovina

### Začeti
Klaviaturist Zoran Živanović in kitarist Radovan Jovićević sta skupno delovanje začela leta 1976 v okviru srednješolskih skupin, ko sta zaigrala na plesišču v OŠ Sveti Sava pod imenom Sultan. Radovan je pripeljal svojo punco Zano Nimani, ki je z njimi nastopila prvič. Kmalu sta dobila dogovor za snemanje v studiu VI Radia Beograd in tam spoznala Marino Tucaković. Marina se je začela zanimati za skupino in kmalu postala ne le njihova tekstopiska, ampak tudi stalna članica.
Pod imenom Zana delujejo od leta 1979, skupino pa sestavljajo kitaristi Igor Jovanović, basist Bogdan Dragović in bobnar Aleksandar Ivanov. Ker jih je PGP RTB zavrnil, so v začetku jeseni 1980 za Jugoton izdali prvi singel s pesmijo »Nastavnice«, ki je kmalu postala uspešnica. Na plošči gostuje otroški pevski zbor, z njimi pa občasno sodeluje tudi saksofonist in alternativni glasbenik Paul Pignon. Beograjskemu občinstvu so se prvič predstavili novembra 1980 v Hali Pionir, kjer so nastopili kot predskupina Generaciji 5. Na naslednjem singlu sta se pojavili pesmi »Moj deda« in »Pepito pantalone«.
Zug prosi Jugoton za neomejen studijski čas za snemanje njegovega prvenca. Po zavrnitvi so prešli v PGP RTB, za katerega so maja 1981 izdali singel s tematsko pesmijo »Leto«. Ker se je tudi ta singel dobro znašel na trgu, se je Jugoton strinjal z njihovimi pogoji in album "Loše vesti uz rege za pivsku flašu" so posneli v Studiu VI. Snemalec je bil Rade Ercegovac, avtorji in producenti pa Radovan, Zoran in Marina. Mimogrede, iz tistega obdobja se je Zoran Živanović podpisal le kot Kikamac. Prvenec LP je naletel na dober sprejem in prinesel pesmi »Jutro me podseća na to«, »On«, »Miševi beli celu noć« in »Loše vesti« (s spremenjenim besedilom, ker so v Jugotonu prepovedali original). Album promovirajo s samostojnim koncertom v Dadovu, nastopajo na dobrodelnem koncertu v Sarajevu, kot predskupina za Bijelo dugme, decembrsko turnejo po Srbiji prekine odhod v vojsko Aleksandra Ivanova, ki ga nadomesti Pavle Nikolić.